# Lista de hospitais de Porto Alegre
Este artigo tem como objetivo listar os hospitais da cidade de Porto Alegre, Rio Grande do Sul, Brasil.

## B

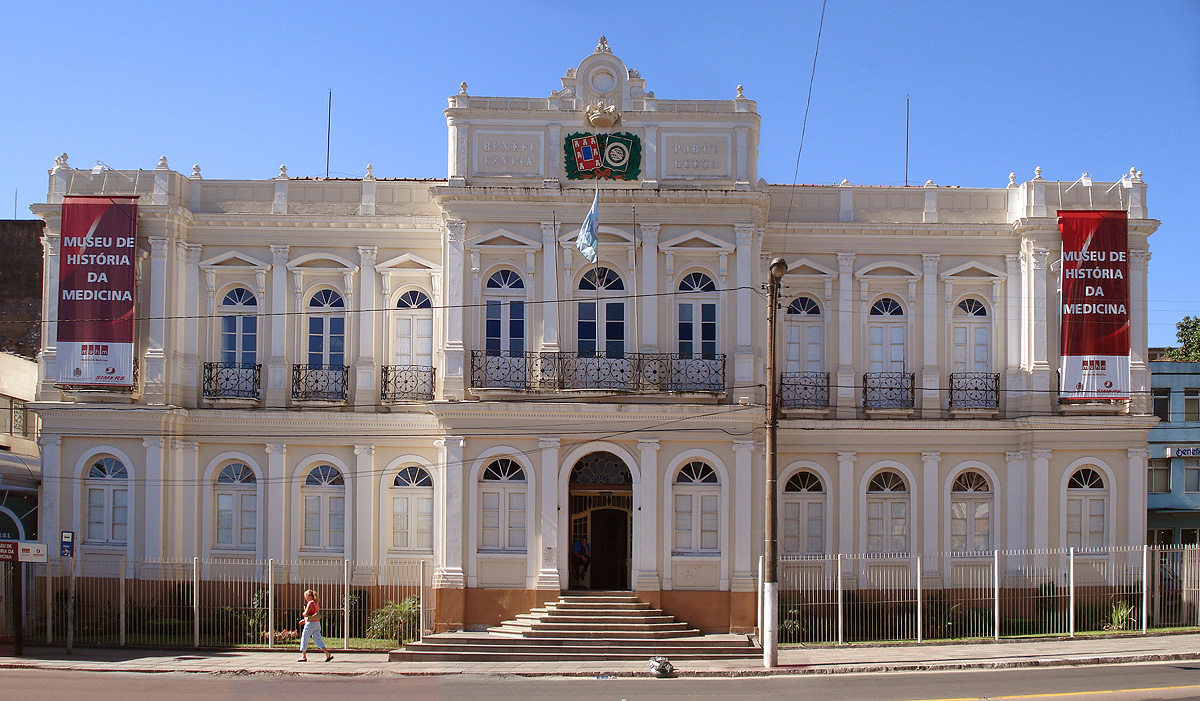
Prédio histórico da Beneficência Portuguesa de Porto Alegre.

- Beneficência Portuguesa de Porto Alegre
- Hospital Banco de Olhos de Porto Alegre
- Hospital da Brigada Militar de Porto Alegre (HBMPA)

## C
- Instituto de Cardiologia do Rio Grande do Sul (ICFUC)
- Grupo Hospitalar Conceição (GHC)
  - Hospital Conceição, o principal do grupo;
  - Hospital da Criança Conceição (HCC) ;[1]
  - Hospital Cristo Redentor (HCR);[2]
  - Hospital Fêmina
- Hospital de Clínicas de Porto Alegre (HCPA)

## D
- Hospital Divina Providência

## E
- Hospital Ernesto Dornelles
- Hospital Espírita de Porto Alegre (psiquiátrico)

## F
- Hospital Ferroviário

## I
- Hospital Independência
- Hospital Ipiranga (extinto)

## L
- Hospital Lazzarotto (extinto)

## M
- Hospital Mãe de Deus

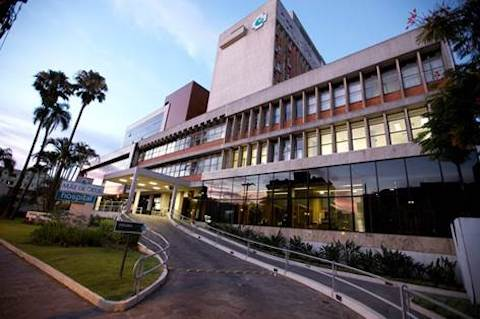
Hospital Mãe de Deus.

- Hospital Materno Infantil Presidente Vargas
- Hospital Moinhos de Vento

## P

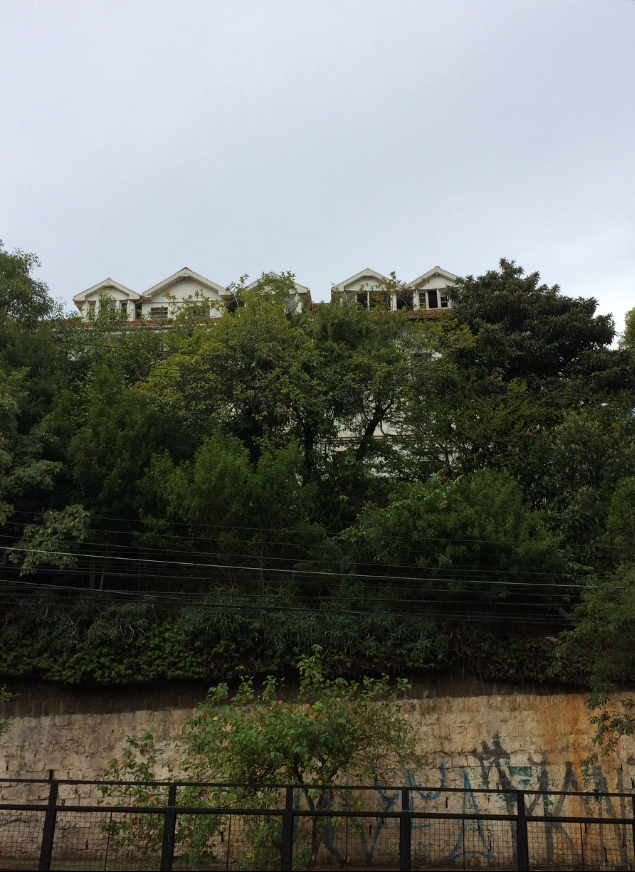
Hospital Petrópolis

- Hospital Parque Belém (desativado em 2017)
- Hospital Petrópolis (falido em 2018)[3]
- Hospital Psiquiátrico São Pedro (psiquiátrico)
- Hospital de Pronto Socorro de Porto Alegre
- Hospital Porto Alegre

## R
- Hospital Restinga e Extremo-Sul[4]

## S
- Hospital Santa Ana
- Antigo Hospital da Criança Santo Antônio
- Hospital São Lucas da PUCRS
- Complexo Hospitalar da Santa Casa de Misericórdia de Porto Alegre
  - Hospital Santa Clara - é o maior hospital do complexo. Especialidade: Clínica geral
  - Hospital São Francisco - Especialidade: Cardiologia
  - Hospital São José - Especialidade: Neurocirurgia
  - Hospital Santa Rita - maior centro de radioterapia do Brasil. Especialidade: Oncologia.
  - Hospital da Criança Santo Antônio - Especialidade: saúde infantil.
  - Hospital Dom Vicente Scherer - Especialidade: centro de transplantes (o primeiro da América Latina)
  - Pavilhão Pereira Filho - Especialidade: Pneumologia clínica
  - Hospital Nora Teixeira - Emergência SUS do complexo e leitos de internação convênio e particulares

## V
- Hospital Vila Nova[5]